# Рухуна, Жоашим
Жоашим Рухуна (рунди Joachim Ruhuna, 27 октября 1933 года, Руанда-Урунди — 9 сентября 1996 года, Гитега, Бурунди) — католический прелат, первый епископ Руйиги с 13 апреля 1973 года по 28 марта 1980 год, архиепископ Гитеги с 6 ноября 1982 года по 9 сентября 1996 год..

## Биография
18 сентября 1962 года Жоашим Рухуна был рукоположён в священника.
6 марта 1980 года Римский папа Павел VI учредил епархию Руйиги и назначил Жоашима Рухуну её первым епископом. 25 июля 1973 года состоялось рукоположение Жоашима Рухуны в епископа, которое совершил архиепископ Гитеги Андре Макаракиза в сослужении с епископом Бужумбуры Мишелем Нтуяхагой и епископом Нгози Станисласом Кабурунгу.
28 марта 1980 года Римский папа Иоанн Павел II назначил Жоашима Рухуну вспомогательным епископом архиепархии Гитеги.
6 ноября 1982 года Римский папа Иоанн Павел II назначил Жоашима Рухуну архиепископом Гитеги.
Погиб 9 сентября 1996 года в городе Гитега от рук повстанцев во время гражданской войны между хуту и тутси.